# Jelisaweta Iwanowna Kaminskaja-Dulskaja
Jelisaweta Iwanowna Kaminskaja-Dulskaja, geboren Jelisaweta Iwanowna Kaminskaja, (russisch Елизавета Ивановна Каминская-Дульская; * 17. Apriljul. / 29. April 1899greg. in Tomsk; † 28. Februar 1995 in Riga) war eine russisch-sowjetische Geologin und Hochschullehrerin.

## Leben
Kaminskaja studierte in Tomsk an der Bergbau-Fakultät des Sibirischen Technologischen Instituts mit Abschluss 1927 als Prospektorin. Sie arbeitete dann in der Eisenerz-Prospektion im Ural und in Sibirien.
1934 kam Kaminskaja zusammen mit ihrem Mann, dem Geologen Faddei Faddejewitsch Dulski (1900–1965), auf Einladung der Bergbau-Verwaltung des Magnitogorski metallurgitscheski kombinat (MMK) nach Magnitogorsk, wo sie als Petrographin in der Prospektionsabteilung arbeitete und dann Senior-Geologin wurde. 1937 nahm sie am 17th International Geological Congress in Moskau teil. 1938 organisierte sie mit anderen das geologische Museum der MMK-Bergbau-Verwaltung, in dem alle Erze und Minerale des Magnitogorsker Magnitnaja-Bergs präsentiert wurden und das auch von ausländischen Delegationen besucht wurde. Während des Deutsch-Sowjetischen Kriegs wurde sie Chefgeologin der Prospektionsabteilung. Sie leitete die Lagerstättenprospektion auf dem Magnitnaja-Berg und im Maly Kuibas bei Magnitogorsk. Sie entdeckte bisher unbekannte Gesetzmäßigkeiten in der geologischen Struktur dieser Lagerstätten. Sie identifizierte die Besonderheiten der Erze, die für die MMK-Produktion wichtig waren. Ihre Arbeit wurde von Alexander Nikolajewitsch Sawarizki und Dmitri Sergejewitsch Korschinski beeinflusst.
Neben ihrer Arbeit im MMK lehrte Kaminskaja Geologie und Mineralogie zusammen mit ihrem Mann an dem 1934 gegründeten Magnitogorsker Bergbau-Metallurgie-Institut (MGMI, seit 1998 Magnitogorsker Staatliche Technische Nossow-Universität (MGTU)). Sie war an der Gründung des Laboratoriums für Petrographie und Mineralogie beteiligt. 1947 verteidigte sie als erste Frau aus dem MGMI an der Lomonossow-Universität Moskau (MGU) mit Erfolg ihre Dissertation über Prozesse der Mineralbildung in der Metamorphose-Kontaktzone des Magnitnaja-Bergs für die Promotion zur Kandidatin der geologisch-mineralogischen Wissenschaften. 1963 wurde sie als erste Frau zur Professorin am Lehrstuhl für Geologie und Mineralogie des MGMI ernannt. Einer ihrer Schüler war German Borissowitsch Ferschtater.
1970 ging Kaminskaja in Pension.

## Ehrungen, Preise
- Orden des Roten Banners der Arbeit[1]
- Ehrenzeichen der Sowjetunion[1]
- diverse Medaillen